# Paul Angenvoorth
Paul Angenvoorth (* 10. August 1945 in Hüls, jetzt Krefeld; † 30. Oktober 2023 in Krefeld) war ein deutscher Marathonläufer.

## Leben
Bei seinem ersten Start über die 42,195-km-Distanz wurde er 1968 Dritter der Deutschen Marathon-Meisterschaft. Bei den Leichtathletik-Europameisterschaften 1971 in Helsinki erreichte er nicht das Ziel.
1972 wurde er in Manchester Zehnter bei den Offenen Britischen Meisterschaften in einer Zeit von 2:16:44 h und qualifizierte sich damit für die Olympischen Spiele in München, bei denen er als bester deutscher Läufer auf den 16. Platz kam. Bei der Deutschen Meisterschaft dieses Jahres wurde er Sechster. 1973 wurde er Deutscher Vizemeister über 10.000 Meter und wurde Achter beim Marathon von Manchester.
1976 wurde er bei seinem ersten Marathon seit drei Jahren Deutscher Meister. Im Jahr darauf belegte er bei der Deutschen Meisterschaft den dritten Platz mit seiner persönlichen Bestzeit von 2:15:42 h.
1971, 1975 und 1977 gewann er die Route du Vin.
Paul Angenvoorth startete für Bayer 05 Uerdingen. Der kaufmännische Angestellte war seit 1977 mit Manuela Angenvoorth (geb. Preuß) verheiratet, die in den 1970er Jahren ebenfalls als Marathonläuferin erfolgreich war.

## Persönliche Bestzeiten
- 3000 m: 7:56,6 min, 14. Juni 1967, Saint-Maur-des-Fossés
- 5000 m: 13:42,2 min, 10. Juli 1974, Koblenz
- 10.000 m: 29:01,3 min, 12. August 1972, Zürich
- Marathon: 2:15:42 h, 10. September 1977, Berlin